# Округ Гастон (Северна Каролина)
Гастон (енгл. Gaston County) је округ у америчкој савезној држави Северна Каролина.

## Демографија
По попису из 2010. године број становника је 206.086, што је 15.721 (8,3%) становника више него 2000. године.
| Група             | 2000.           | 2010.           |
| Белци             | 154.922 (81,4%) | 156.310 (75,8%) |
| Афроамериканци    | 26.405 (13,9%)  | 31.431 (15,3%)  |
| Азијати           | 1.814 (1,0%)    | 2.478 (1,2%)    |
| Хиспаноамериканци | 5.719 (3,0%)    | 12.201 (5,9%)   |
| Укупно            | 190.365         | 206.086         |